# 谷井田
谷井田（やいた）は、茨城県つくばみらい市の地名。郵便番号は300-2337。
　

## 地理
つくばみらい市の南部に位置し、地域内を茨城県道19号取手つくば線が通る、旧伊奈町の中心地域である。
東は下島・中島・福原、西は弥柳（いよやなぎ）・山谷・福田、南は下平柳・中平柳・山王新田、北は板橋と接している。

### 地価
住宅地の地価は、2017年（平成29年）1月1日の公示地価によれば、谷井田字北耕地1403番9の地点で2万5700円/m2となっている。

## 交通
首都圏新都市鉄道つくばエクスプレス・関東鉄道常総線守谷駅、市内のみらい平駅やJR常磐線取手駅を結ぶ路線バスと、つくばみらい市コミュニティバス｢みらい号｣が地域内を走っている。
路線バス
地域内には「伊奈高校」、「谷井田」、「谷井田中央」、「南谷井田」、「すみれ野団地入口」、「外記新田」、「下外記新田」、「農協前」、「西谷井田」の9つの停留所がある。
| 系統 | 主要経由地                | 行先       | 運行会社 |
| ---- | ------------------------- | ---------- | -------- |
|      | 山王新田・大橋・白山8丁目 | 取手駅西口 | ■関鉄    |
|      | 豊体・高波・みらい平駅    | 谷田部車庫 | ■関鉄    |
|      | 豊体・筑波ゴルフ場・高岡  | 谷田部車庫 | ■関鉄    |
|      | 豊体・小張・高波          | みらい平駅 | ■関鉄    |
|      | 伊奈庁舎                  | 伊奈中央   | ■関鉄    |
|      | 弥柳・けやき通り中央      | 守谷駅東口 | ■関鉄    |

コミュニティバス
地域内には「四期住宅前」、「谷井田コミセン入口」、「谷井田小学校前」、「南谷井田」、「谷井田中央」、「谷井田」、「伊奈高校前」の7つの停留所がある。
| 系統 | 主要経由地                                 | 行先           | 運行会社 |
| --- | ------------------------------------------ | -------------- | -------- |
| 南（右） | 伊奈庁舎・守谷駅東口・小張・高波           | 循環みらい平駅 | ■関鉄    |
| 南（左） | きらくやまふれあいの丘・板橋小学校前・高波 | 循環みらい平駅 | ■関鉄    |
| 備考 - 循環は循環路線 - 南（右）は、つくばみらい市コミュニティバスの系統。南は南ルート、（右）は右回りを意味する。 |                                            |                |          |

## 世帯数と人口
2017年（平成29年）8月1日現在の世帯数と人口は以下の通りである。
| 大字   | 世帯数    | 人口    |
| ------ | --------- | ------- |
| 谷井田 | 2,124世帯 | 5,042人 |

## 小・中学校の学区
市立小・中学校に通う場合、学区は以下の通りとなる。
| 番地 | 小学校                     | 中学校                     |
| ---- | -------------------------- | -------------------------- |
| 全域 | つくばみらい市立伊奈小学校 | つくばみらい市立伊奈中学校 |

## 施設
- つくばみらい市立伊奈小学校
- 谷井田郵便局
- 谷井田コミュニティセンター
- 上谷井田公民館
- 将監新田集会所
- 筑波銀行伊奈支店
- 常陽銀行伊奈支店
- カスミ谷井田店
- ウエルシアつくばみらい伊奈店
- しまむら伊奈店
- 谷井田神社
- 大六天神社
- 鹿嶋神社
- 日枝神社
- 日枝神社